# Slovak Open
Slovak Open je profesionální tenisový turnaj mužů a žen hraný ve slovenské metropoli Bratislavě. Probíhá v NTC aréně, součásti Národního tenisového centra, na dvorcích s tvrdým povrchem. Od roku 2011 se koná jako Mezinárodní mistrovství Slovenska v tenise. Mužská část nese od roku 2015 oficiální název Peugeot Slovak Open a ženská část probíhá od obnovení v roce 2022 jako J&T Banka Slovak Open.
Bratislavská událost se řadí do druhé nejvyšší úrovně mužského tenisu ATP Challenger Tour. Premiérový ročník se odehrál v roce 2000. Ženská polovina na okruhu okruhu ITF vznikla roku 2006. Opakovaně byla rušena a obnovována. Na okruh se vrátila v roce 2022.
Na termínové listině je turnaj hrán v závěru sezóny, během října a listopadu. Mužská i ženská část zajišťují ubytování, tj. Hospitality. Do dvouher nastupuje třicet dva singlistů a čtyřher se účastní šestnáct párů. Jediným vícenásobným vítězem mužské dvouhry je Slovák Lukáš Lacko, který triumfoval v letech 2011 a 2013.

## Přehled vývoje názvu
| - 2000–2005: Tatra Banka Open - 2006: ATP Slovak Open Challenger - 2007–2009: Tatra Banka Slovak Open - 2010: Ritro Slovak Open - 2011–2014: Slovak Open - od 201: Peugeot Slovak Open | - 2015–2016: Slovak Indoor - od 2022: J&T Banka Slovak Open |

## Přehled kategorií

### Muži
Kategorie mužského challengeru.
| - 2011–2012: 85 000 €+H - 2013: 64 000 €+H - 2014–2016: 85 000 € - 2017–2018: 106 000 € | - 2019: Category 90 (69 280 €) - 2020–2021: Category 80 - 2022: Category 90 (44 820 €) - od 2023: Category 125 (145 000 €) |

### Ženy
Kategorie ženského okruhu ITF.
| - 2006: ITF 75 000 $+H - 2007–2008: ITF 100 000 $+H - 2009: ITF 50 000 $ - 2010–2011: ITF 25 000 $ | - 2015–2016: ITF 25 000 $ - od 2022: ITF 60 000 $+H |

## Přehled finále

### Mužská dvouhra
| Rok  | vítěz               | finalista         | výsledek                     |
| ---- | ------------------- | ----------------- | ---------------------------- |
| 2024 | Roman Safiullin     | Raphaël Collignon | 6–3, 6–4                     |
| 2023 | Gabriel Diallo      | Joris De Loore    | 6–0, 7–5                     |
| 2022 | Márton Fucsovics    | Fábián Marozsán   | 6–2, 6–4                     |
| 2021 | Tallon Griekspoor   | Zsombor Piros     | 6–3, 6–2                     |
| 2020 | Maximilian Marterer | Tomáš Macháč      | 6–7(3–7), 6–2, 7–5           |
| 2019 | Dennis Novak        | Damir Džumhur     | 6–1, 6–1                     |
| 2018 | Alexandr Bublik     | Lukáš Rosol       | 6–4, 6–4                     |
| 2017 | Lukáš Lacko         | Marius Copil      | 6–4, 7–6(7–4)                |
| 2016 | Norbert Gombos      | Marius Copil      | 7–6(10–8), 4–6, 6–3          |
| 2015 | Jegor Gerasimov     | Lukáš Lacko       | 7–6(7–1), 7–6(7–5)           |
| 2014 | Peter Gojowczyk     | Farruk Dustov     | 7–6(7–2), 6–3                |
| 2013 | Lukáš Lacko         | Lukáš Rosol       | 6–4, 4–6, 6–4                |
| 2012 | Lukáš Rosol         | Björn Phau        | 6–7(3–7), 7–6(7–5), 7–5(8–6) |
| 2011 | Lukáš Lacko         | Ričardas Berankis | 7–6(9–7), 6–2                |
| 2010 | Martin Kližan       | Stefan Koubek     | 7–6(7–4), 6–2                |
| 2009 | Michael Berrer      | Dominik Hrbatý    | 6–7(6–8), 6–4, 7–6(7–3)      |
| 2008 | Jan Hernych         | Stéphane Bohli    | 6–2, 6–4                     |
| 2007 | Simone Bolelli      | Alejandro Falla   | 4–6, 7–6(9–7), 6–1           |
| 2006 | Michal Mertiňák     | Lukáš Dlouhý      | 7–6(7–4), 6–4                |
| 2005 | Dominik Hrbatý      | Daniele Bracciali | 7–5, 6–1                     |
| 2004 | Marcos Baghdatis    | Dominik Hrbatý    | 7–6(7–4), 7–6(7–3)           |
| 2003 | Marc Rosset         | John van Lottum   | 3–6, 6–3, 6–0                |
| 2002 | Antony Dupuis       | Karol Beck        | 4–6, 6–4, 7–6(7–1)           |
| 2001 | Karol Kučera        | Sargis Sargsjan   | 6–1, 7–5                     |
| 2000 | Davide Sanguinetti  | Rainer Schüttler  | 7–5, 6–1                     |

### Mužská čtyřhra
| Rok  | vítězové                            | finalisté                              | výsledek              |
| ---- | ----------------------------------- | -------------------------------------- | --------------------- |
| 2024 | Nicolás Barrientos Julian Cash      | André Göransson Sem Verbeek            | 6–3, 6–4              |
| 2023 | Sriram Baladži Andre Begemann       | Andrej Golubjev Denys Molčanov         | 6–3, 5–7, [10–8]      |
| 2022 | Denys Molchanov Oleksandr Nedověsov | Petr Nouza Andrew Paulson              | 4–6, 6–4, [10–6]      |
| 2021 | Filip Horanský Serhij Stachovskyj   | Denys Molčanov Oleksandr Nedověsov     | 6–4, 6–4              |
| 2020 | Harri Heliövaara Emil Ruusuvuori    | Lukáš Klein Alex Molčan                | 6–4, 6–3              |
| 2019 | Frederik Nielsen Tim Pütz           | Roman Jebavý Igor Zelenay              | 4–6, 7–6(7–4), [11–9] |
| 2018 | Denys Molčanov Igor Zelenay         | Ramkumar Ramanathan Andrej Vasilevskij | 6–2, 3–6, [11–9]      |
| 2017 | Ken Skupski Neal Skupski            | Sander Arends Antonio Šančić           | 5–7, 6–3, [10–8]      |
| 2016 | Ken Skupski Neal Skupski            | Purav Radža Divij Šaran                | 4–6, 6–3, [10–5]      |
| 2015 | Ilija Bozoljac Igor Zelenay         | Ken Skupski Neal Skupski               | 7–6(7–3), 4–6, [10–5] |
| 2014 | Ken Skupski Neal Skupski            | Norbert Gombos Adam Pavlásek           | 6–3, 7–6(7–3)         |
| 2013 | Henri Kontinen Andreas Siljeström   | Gero Kretschmer Jan-Lennard Struff     | 7–6(8–6), 6–2         |
| 2012 | Lukáš Dlouhý Michail Jelgin         | Philipp Marx Florin Mergea             | 6–7(5–7), 6–2, [10–6] |
| 2011 | Jan Hájek Lukáš Lacko               | Lukáš Rosol David Škoch                | 7–5, 7–5              |
| 2010 | Colin Fleming Jamie Murray          | Travis Parrott Filip Polášek           | 6–2, 3–6, [10–6]      |
| 2009 | Philipp Marx Igor Zelenay           | Leoš Friedl David Škoch                | 6–4, 6–4              |
| 2008 | František Čermák Łukasz Kubot       | Philipp Petzschner Alexander Peya      | 6–4, 6–4              |
| 2007 | Tomáš Cibulec Jaroslav Levinský     | Chris Haggard Mischa Zverev            | 6–4, 2–6, 10–8        |
| 2006 | Eric Butorac Travis Parrott         | Jordan Kerr Jamie Murray               | 7–5, 6–3              |
| 2005 | Chris Haggard Jean-Claude Scherrer  | Dominik Hrbatý Michal Mertiňák         | 6–3, 2–6, 7–6(7–4)    |
| 2004 | Simon Aspelin Graydon Oliver        | Jonatan Erlich Noam Okun               | 7–6(5), 6–3           |
| 2003 | Jonatan Erlich Harel Levy           | Mario Ančić Martín García              | 7–6(9–7), 6–3         |
| 2002 | Scott Humphries Mark Merklein       | Leoš Friedl David Škoch                | 3–6, 6–4, 6–2         |
| 2001 | Petr Luxa Radek Štěpánek            | František Čermák Ota Fukárek           | 6–4, 6–3              |
| 2000 | Paul Hanley Paul Rosner             | Jonatan Erlich Aleksandar Kitinov      | 6–4, 6–4              |

### Ženská dvouhra
| Rok  | vítězka                    | finalistka            | výsledek           |
| ---- | -------------------------- | --------------------- | ------------------ |
| 2024 | Mia Pohánková              | Renáta Jamrichová     | 2–6, 6–4, 6–2      |
| 2023 | Ella Seidelová             | Sofja Lansereová      | 6–4, 7–6(7–4)      |
| 2022 | Ana Konjuhová              | Nigina Abduraimovová  | 2–6, 6–0, 7–6(7–2) |
| 2021 | turnaj se nekonal          | turnaj se nekonal     | turnaj se nekonal  |
| 2017 | turnaj se nekonal          | turnaj se nekonal     | turnaj se nekonal  |
| 2016 | Andreea Mituová            | Denisa Allertová      | 6–2, 6–3           |
| 2015 | Jesika Malečková           | Anhelina Kalininová   | 4–6, 7–6(7–3), 6–4 |
| 2022 | turnaj se nekonal          | turnaj se nekonal     | turnaj se nekonal  |
| 2014 | turnaj se nekonal          | turnaj se nekonal     | turnaj se nekonal  |
| 2011 | Lesja Curenková            | Karolína Plíšková     | 7–5, 6–3           |
| 2010 | Kateryna Bondarenková      | Jevgenija Rodinová    | 7–6(7–3), 6–2      |
| 2009 | Jevgenija Rodinová         | Renata Voráčová       | 6–4, 6–2           |
| 2008 | Anastasija Pavljučenkovová | Michaëlla Krajiceková | 6–3, 6–1           |
| 2007 | Tatjana Maleková           | Petra Kvitová         | 6–2, 7–6(9–7)      |
| 2006 | Dominika Cibulková         | Kristina Barroisová   | 7–5, 6–1           |

### Ženská čtyřhra
| Rok  | vítězky                                    | finalistky                               | výsledek              |
| ---- | ------------------------------------------ | ---------------------------------------- | --------------------- |
| 2024 | Isabelle Haverlag Jelena Pridankinová      | Katarína Kužmová Nina Vargová            | 7–5, 6–2              |
| 2023 | Estelle Cascinová Jesika Malečková         | Denisa Hindová Karolína Kubáňová         | 6–3, 6–2              |
| 2022 | Jesika Malečková Renata Voráčová           | Katarína Kužmová Viktória Kužmová        | 2–6, 7–5, [13–11]     |
| 2021 | turnaj se nekonal                          | turnaj se nekonal                        | turnaj se nekonal     |
| 2017 | turnaj se nekonal                          | turnaj se nekonal                        | turnaj se nekonal     |
| 2016 | Jocelyn Raeová Anna Smithová               | Quirine Lemoineová Eva Wacannová         | 6–3, 6–2              |
| 2015 | Dalila Jakupovićová Anne Schäferová        | Michaela Hončová Chantal Škamlová        | 6–7(5–7), 6–2, [10–8] |
| 2014 | turnaj se nekonal                          | turnaj se nekonal                        | turnaj se nekonal     |
| 2012 | turnaj se nekonal                          | turnaj se nekonal                        | turnaj se nekonal     |
| 2011 | Naomi Broadyová Kristina Mladenovicová     | Karolína Plíšková Kristýna Plíšková      | 5–7, 6–4, [10–2]      |
| 2010 | Emma Laineová Irena Pavlovicová            | Claire Feuersteinová Valeria Savinychová | 6–4, 6–4              |
| 2009 | Sofia Arvidssonová Michaëlla Krajiceková   | Taťána Pučeková Arina Rodionovová        | 6–3, 6–4              |
| 2008 | Andrea Hlaváčková Lucie Hradecká           | Akgul Amanmuradovová Monica Niculescuová | 7–6(7–1), 6–1         |
| 2007 | Renata Voráčová Barbora Záhlavová-Strýcová | Anastasia Rodionovová Olga Savčuková     | 6–4, 6–4              |
| 2006 | Klaudia Jansová Alicja Rosolská            | Lucie Hradecká Michaela Paštiková        | 6–1, 6–3              |